# Forsterella
Forsterella is een geslacht van spinnen uit de familie mierenjagers (Zodariidae).

## Soorten
Het geslacht kent de volgende soort:
- Forsterella faceta Jocqué, 1991